# Parafia Przemienienia Pańskiego w Morzewie
Parafia Przemienienia Pańskiego w Morzewie – parafia rzymskokatolicka w dekanacie Wysoka w diecezji bydgoskiej. Erygowana w 1612 roku.18–19 listopada 2018 roku parafia obchodziła peregrynację kopii obrazu Matki Bożej Częstochowskiej.
Na obszarze parafii leżą miejscowości: Krzewina i Morzewo.